# Polyhistor

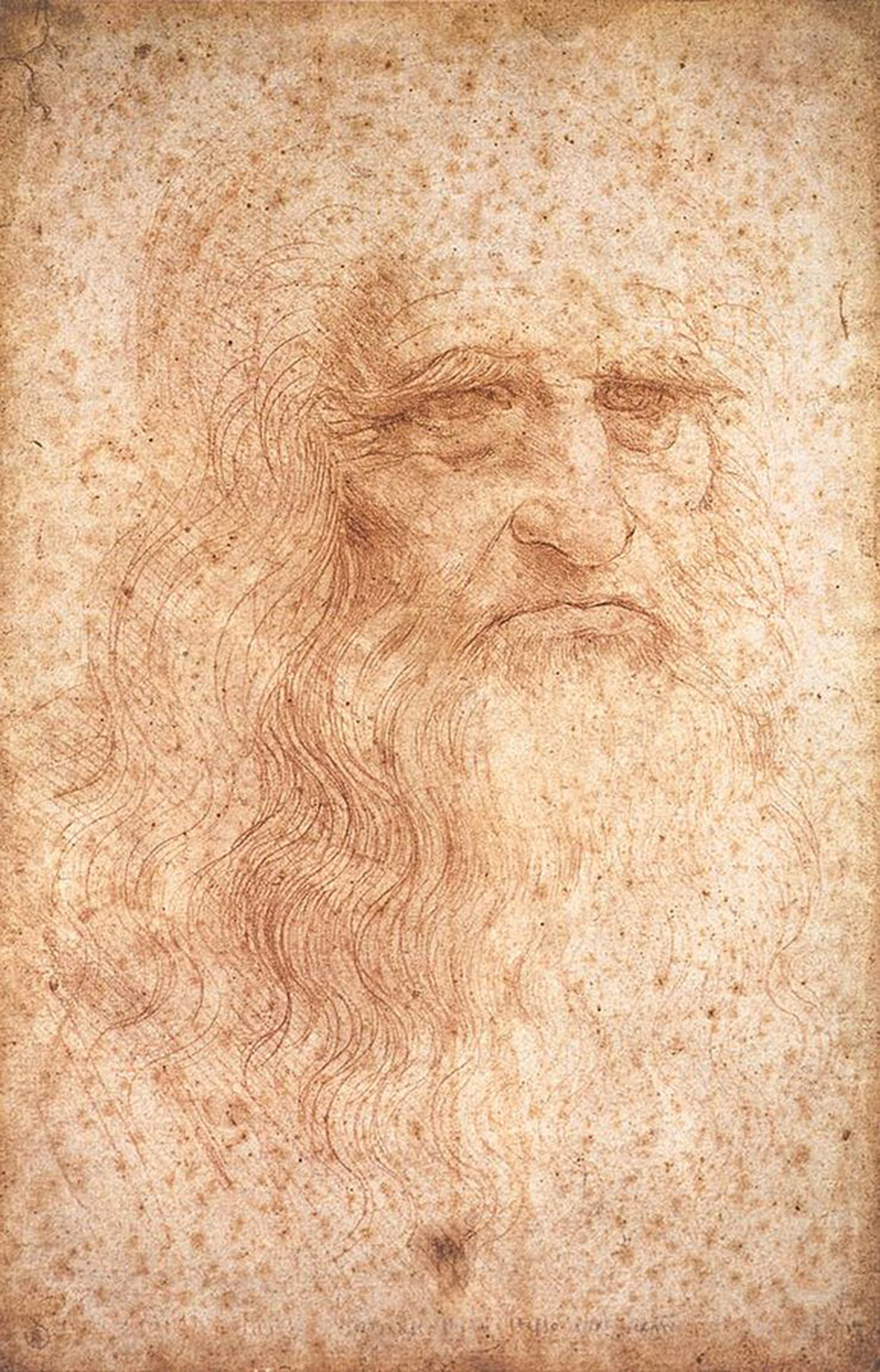
Leonardo da Vinci

Polyhistor je klasické označení pro člověka s širokým množstvím znalostí či dovedností ve více oborech lidské činnosti. Jedná se zpravidla o všestranného či mnohostranného učence, charakteristického všestranností svých zájmů a nezřídka také jedinečnou genialitou. Označení „polyhistor“ pro významné učence se hojně zavádělo především ve snaze ocenit některé zvláště nadané osobnosti z období renesance – odtud také označení renesanční člověk.

## Název
Původ označení „polyhistor“ není jednoznačný. Podle jedné verze má slovo původ v nepravé předponě (prefixoidu) poly-. Ta má původ v řeckém slově polys (v překladu „četný, mnohý“) a znamená „vícenásobný, mnohý“.
Podle jiné verze je odvozeno ze jména významného římského učence řeckého původu Lucia Cornelia Alexandera Polyhistora,[zdroj⁠?!] známějšího jako Alexander Polyhistor, který žil v prvním století před naším letopočtem v Římě, kam byl zavlečen z rodného Milétu v době Sullovy diktatury. V římském prostředí se však záhy zúročily jeho rozsáhlé znalosti. Během svého života napsal 42 spisů, z nichž se ve většině případů dochovala jen torza. Podle všech dostupných popisů měl Alexander Polyhistor eidetickou paměť, a aniž by s sebou nosil jakékoliv zápisky, dokázal si s obdivuhodnou podrobností vybavit obsáhlé informace, především z oblasti historie a kartografie. Právě to snad mělo za následek, že si jej Marcus Licinius Crassus vybral za svého průvodce při tažení proti Parthům po roce 55 př. n. l. Není zcela prokázáno, že by právě Alexander Polyhistor byl tvůrcem některých ohňových zbraní, které byly použity v boji proti parthským opevněním.
Přechýlená podoba slova „polyhistor“ se v češtině nepoužívá.
Odvozené slovo polyhistorie pak označuje „mnohostranné, všestranné vzdělání, znalosti“. V češtině dále existuje též odvozené podstatné jméno polyhistoričnost a také polyhistorství, které Slovník spisovného jazyka českého hodnotí jako nesprávné.

## Pozdější označení
Dílo a odkaz Alexandra Polyhistora rehabilitovala a znovuobjevila až evropská renesance, která znamenala ve své době nejprudší rozvoj, nejen co do kulturního odkazu, ale i vědeckého poznání a samotného lidského smýšlení. Od těch časů se stalo zvykem označovat jako polyhistora, resp. „renesančního člověka“ významného učence, který se stal uznávanou kapacitou v mnoha oborech vědy a lidské činnosti. Jedním z prvních takto označených lidí byl bezpochyby Leonardo da Vinci. Renesanční člověk míval široký rozhled po stránce nejen filozofické, ale také politické a společensko-kulturní. Mluvil několika jazyky, hrál na hudební nástroj, psal poezii atd.
S postupnou specializací ve vědě a technice se však tito mnohoučenci z oblasti vědy postupně vytráceli. V současné době je díky velkému pokroku v humanitních i přírodních vědách nad síly lidských rozumových možností sledovat plný a nezkreslený vývoj v mnoha různých oborech lidské činnosti.

## Skepse a podezřívavost vůči polyhistorům
Kromě obdivu někteří polyhistoři v minulosti vyvolávali i podezřívavou skepsi až nepřátelskost – např. Hérakleitos prohlásil Pýthagora pro jeho nároky na všeobecné vědění za šarlatána a Roger Bacon i někteří další středověcí učenci byli podezříváni, že jim napomáhá ďábel.

## Slavní polyhistoři
Za polyhistory byli v minulosti označováni mimo jiné i následující učenci a vědci:
- Kryštof Harant z Polžic a Bezdružic
- Jan Marcus Marci[8]
- Leonardo da Vinci
- Jan Amos Komenský
- Gottfried Wilhelm Leibniz
- Thomas Alva Edison
- Jan Evangelista Purkyně
- Isaac Newton
- Archimédés ze Syrakus
- Platón
- Bertrand Russell
- René Descartes
- František Křižík
- Aristoteles
- Hryhorij Skovoroda
- Karl Jaspers
- Michail Lomonosov
- Paracelsus
- Hildegarda z Bingenu
- Emanuel Swedenborg
- Daidalos
- Sókratés
- Quentin Dupieux
- Talós
- Palamédés
- Pargali Ibrahim paşa
- Rüstem paşa
- Sulejman I.
- Solón
- Epimenidés
- Hérón z Alexandrie
- Julius Caesar
- Niccolò Machiavelli
- Strabón
- Michelangelo Buonarotti
- Pythagoras
- Cesare Borgia
- Matej Bel
- Josef Koutecký
- Klaret (vlastním jménem Bartoloměj z Chlumce)[4]